# Gare de Séon-Saint-Henri
La gare de Séon-Saint-Henri, ou gare de Séon-Saint-Henry est une ancienne gare ferroviaire de la ligne de Paris-Lyon à Marseille-Saint-Charles, située dans le 16e arrondissement de Marseille (Bouches-du-Rhône, région Provence-Alpes-Côte d'Azur).
C'était une halte ferroviaire de la Société nationale des chemins de fer français (SNCF), anciennement desservie par des trains express régionaux du réseau TER Provence-Alpes-Côte d'Azur. Elle disposait de deux voies, deux quais et une traversée de voies piétons (TVP).

## Situation ferroviaire

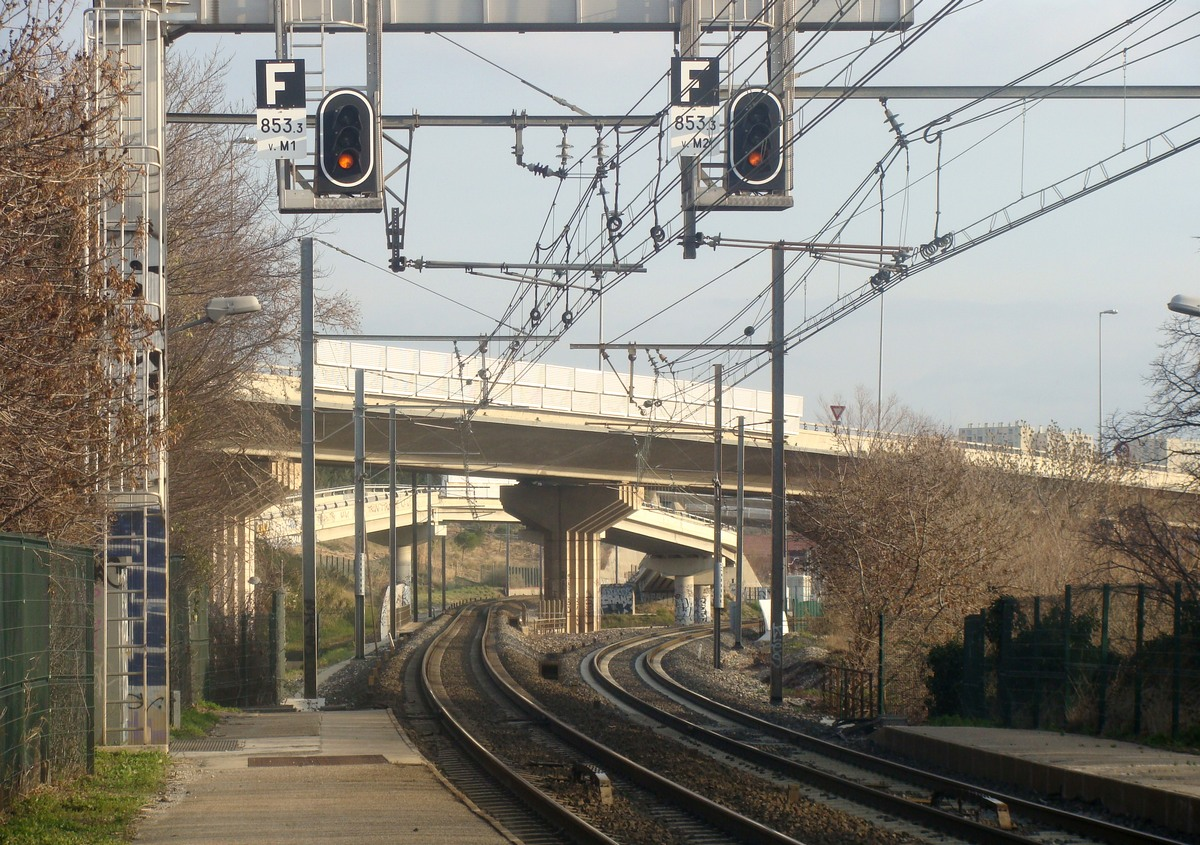
En sortie sud de la gare, séparation des voies à l'approche du raccordement de la LGV Méditerranée.

Établie à 52 m d'altitude, la gare de Séon-Saint-Henri est située au point kilométrique (PK) 853,218 de la ligne de Paris-Lyon à Marseille-Saint-Charles, entre les gares de L'Estaque et de Marseille-Saint-Charles, peu avant la jonction de la ligne avec la LGV Méditerranée. Elle est séparée de Marseille-Saint-Charles par les anciennes gares de Séon-Saint-André, Saint-Louis-les Aygalades, Saint-Joseph, le Canet et Saint-Barthélémy.

## Histoire
La gare de Séon-Saint-Henri est prévue sur la ligne d'Avignon à Marseille concédée le 24 juillet 1843 à Paulin Talabot, Joseph Ricard, Chaponnière et Étienne Émilien Rey de Foresta, suivant les clauses du cahier des charges du 31 mars 1843, modifié le 12 juin. 
En mai 1844, la Compagnie du chemin de fer de Marseille à Avignon rencontre des difficultés avec la population de Séon-Saint-Henri qui proteste contre un arrêté de la préfecture autorisant temporairement l'occupation de terrains près de la voie en construction. Pour satisfaire ses besoins en briques, elle doit faire appel à des ouvriers belges pour les fabriquer, les prix des fabriques locales étant prohibitifs, mais l'utilisation de l'argile des terrains provoque un mécontentement qui ne cesse qu'avec l'intervention de la force publique.
Les travaux se poursuivent néanmoins, et la section de ligne entre la gare du Pas-des-Lanciers et celle de Marseille est ouverte au service ferroviaire le 15 janvier 1848.
Pendant plus de 150 ans, Séon-Saint-Henri est desservi par les trains omnibus, puis TER, reliant Marseille à Avignon via Rognac et Arles, ou, à partir de 1915, Marseille à Miramas par Port-de-Bouc. En 2010-2011, elle voit passer moins de 100 000 voyageurs par an. En janvier 2019, la gare est fermée au trafic voyageurs.

## Service des voyageurs
Depuis janvier 2019, la gare de Séon-Saint-Henri n'est plus desservie.